# Мацак, Наталия Александровна
Ната́лия Алекса́ндровна Маца́к (укр. Наталія Олександрівна Мацак; род. 17 марта 1982 года, Киев) — украинская прима-балерина Национального Академического театра Оперы и Балета Украины имени Т. Г. Шевченко (с 2005 года), Народная артистка Украины (2020).

## Биография
Наталия Мацак начала заниматься танцами с 4 лет. После детского танцевального ансамбля «Дударик» Наталия стала заниматься балетом.
С 1992 по 2000 год она обучалась в Киевском государственном хореографическом училище под руководством балетмейстера, народной артистки CCCP — Татьяны Алексеевны Таякиной, в классе Петренчук Анны Дмитриевны. Первое большое выступление балерины на сцене Национальной оперы Украины состоялось в выпускном классе. В паре с однокурсником Андреем Гурой она блестяще исполнила pas de deux из балета «Дон Кихот» (муз. Л. Минкуса).

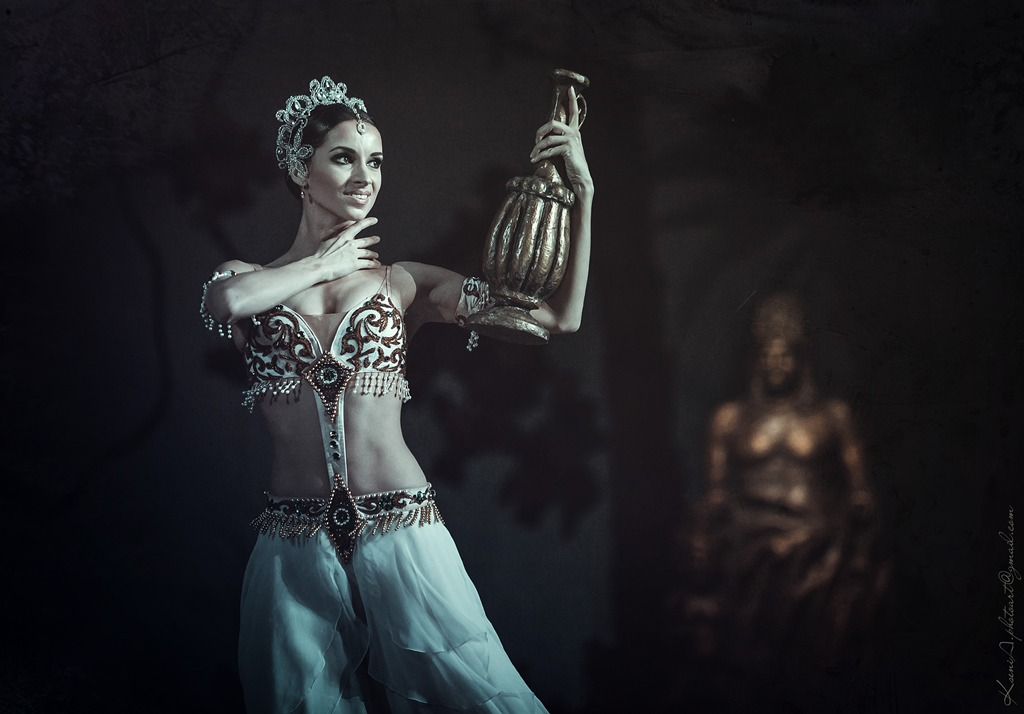
Наталия Мацак, балет «Баядерка»

После окончания Киевского хореографического училища Наталия попала в число артистов Национальной оперы Украины. В этом же году балетную труппу возглавил ведущий солист Национальной оперы Украины, народный артист Украины Виктор Яременко.
Первыми серьёзными достижениями 18-летней танцовщицы стали pas de trois в картине теней в балете «Баядерка» (муз. Л. Минкуса) и постановка на сцене Национальной оперы Украины спектакля «Венский вальс» (2001 г., И. Штраус, муз. композиция А. Баклана) балетмейстера Анико Рехвиашвили.

### Солистка Национального театра оперы и балета Украины
В 2001 году Наталия получила новый официальный статус — солистка Национальной оперы Украины. Это событие открыло молодой балерине доступ, в первую очередь, к ролям в балетах академического наследия («Корсар» А. Адана, «Дон Кихот» Л. Минкуса, «Лебединое озеро», «Спящая красавица» П. Чайковского, «Раймонда» А. Глазунова и пр.).

### Достижения
В 2004 году Наталия Мацак получила диплом лауреата V Международного конкурса балета им. Сержа Лифаря в Киеве (вторая премия). На протяжении трех конкурсных туров артистка представила зрителям и коллегии жюри pas de deux из балетов классического репертуара («Лебединое озеро», «Корсар»), а также хореографический номер на современную тематику «Dream dance» в паре с Максимом Мотковым (муз. Китаро-Черненко, балетмейстер Анико Рехвиашвили).
В 2005 году Наталия завоевала третью премию на Х Международном конкурсе артистов балета и хореографов в Москве. Среди представленных ею на суд публики и конкурсного жури танцевальных номеров была вариация Одетты из «Лебединого озера», вариация Китри из 1-го акта «Дон Кихота», вариация Гамзатти из «Баядерки», хореографическая постановка на современную тематику «Скажи тише, если сможешь…» (балетмейстер Евгений Чернов) и др. Высокий уровень технического мастерства Наталии Мацак признали легендарные звезды советского балета (О. Лепешинская, Ю. Григорович, М. Лавровский, Н. Бессмертнова, Н. Макарова и др.), что способствовало получению артисткой очередного статуса в стенах родного театра — ведущая солистка Национальной оперы Украины.
В 2006 году танцовщица заняла первое место (золотая медаль в категории старшая группа) на VI Международном конкурсе балета имени С. Лифаря в Киеве. Особенный резонанс у зрителей и почётных членов жюри вызвал хореографический номер «Путь» (музыка Ж. Массне, балетмейстер Дмитрий Клявин) — именно он сыграл решающую роль в получении балериной высокой награды.
В 2006 году балерине была предложена одна из главных ролей в балете А. Рехвиашвили «Даниэла» (музыка М. Чембержи).

### Национальный академический Большой театр Беларуси

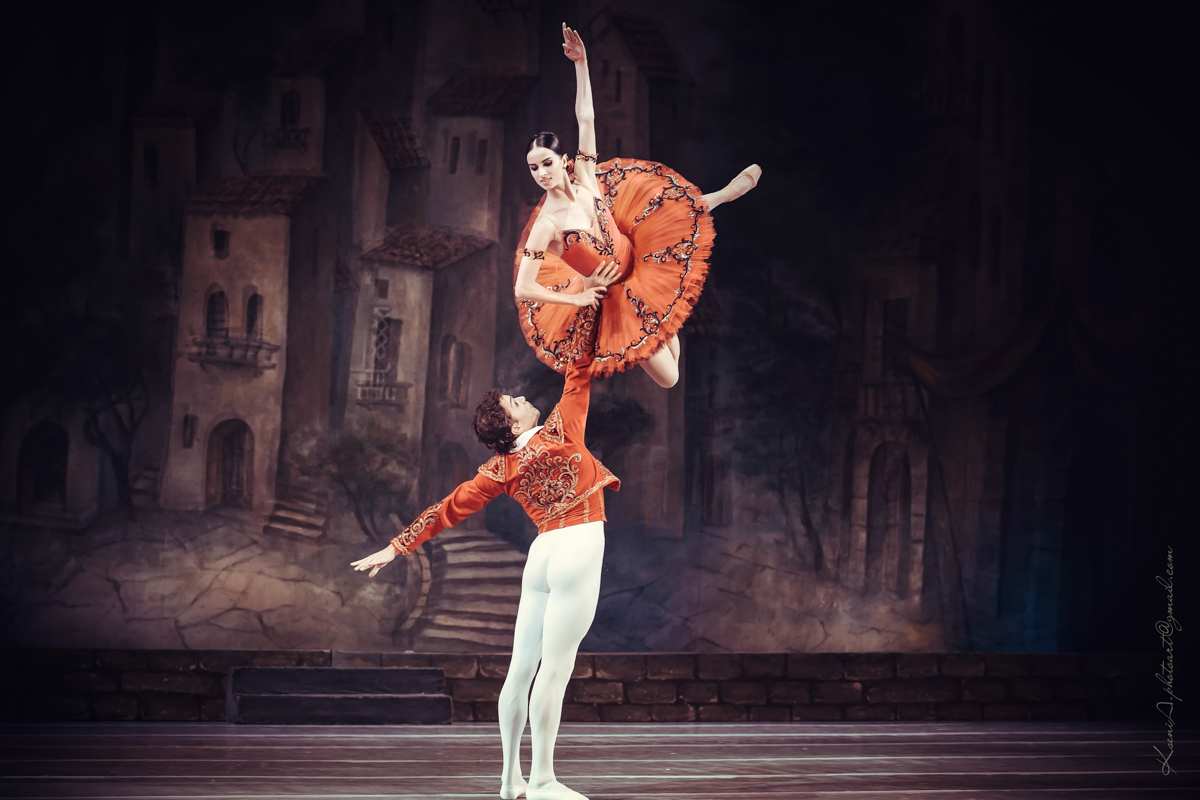
Наталия Мацак и Денис Недак, балет «Дон Кихот»

В 2006—2008 годах Наталия Мацак выступала на сцене Национального академического Большого театра Беларуси в Минске, куда она была приглашена художественным руководителем театра — Валентином Елизарьевым («Лебединое озеро» (2006 г.), юбилейный гала-концерт в честь 60-летия В. Елизарьева (2007 г.), «Дон Кихот» (2008 г.).

### Национальный театр Японии
В январе 2009 года специально для творческого вечера премьера Мариинского театра Игоря Колба («Игорь Колб и его друзья», Токио, Национальный театр Японии) Наталия Мацак подготовила Grand Pas Classique (муз. Д.-Ф. Обера, хореография В. Гзовского) в дуэте с солистом балетной труппы Берлинской государственной оперы Михаилом Канискиным.

### Михайловский театр Санкт-Петербурга
В апреле 2009 года состоялось выступление киевской балерины на сцене Михайловского театра Санкт-Петербурга, где она исполнила партию Медоры в новой редакции балета «Корсар» (муз. А. Адана) Фаруха Рузиматова. Параллельно с этим приняла участие в бенефисе заслуженной артистки России, народной артистки Татарстана Елены Щегловой (Казань, Татарский государственный академический театр оперы и балета им. М. Джалиля).

### Сотрудничество с Борисом Эйфманом
В августе 2010 года на сцене Александровского театра в Санкт-Петербурге состоялась премьера спектакля Бориса Эйфмана «Я — Дон Кихот» (муз. Л. Минкуса). Наталия Мацак исполнила партию Китри.

### Дортмундский оперный театр

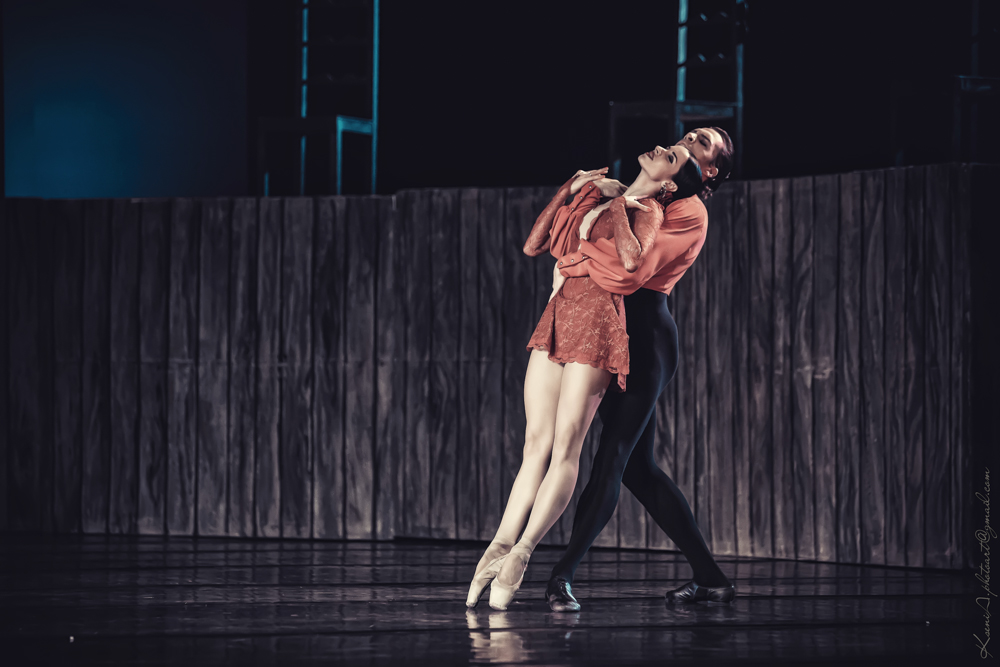
Наталия Мацак и Денис Недак, балет «Кармен-Сюита»

В 2011 году в Дортмунде (Германия) танцовщице удалось приобрести опыт сотрудничества с немецким балетмейстером (стиль модерн), выпускником Берлинской балетной школы — Раймондо Ребеком. Для выступления на гала-концерте звезд мирового балета с участием балетной труппы Дортмундского оперного театра, артисткой был подготовлен премьерный дуэтный номер «Yesterday. Today. Tomorrow» (муз. М. Рихтера).

### Гастроли
На протяжении 2007—2011 годов Наталия Мацак была постоянной гостьей Международного фестиваля классического балета им. Р. Нуреева в Казани (ХХ—XXIV). В её исполнении российский зритель смог увидеть спектакли «Лебединое озеро» (Одетта-Одиллия), «Корсар» (Медора), «Дон Кихот» (Повелительница дриад), «Баядерка» (Никия, Гамзатти), «Спящая красавица» (фея Сирени). В эти же годы танцовщица много гастролировала с труппой Национальной оперы Украины, а также с балетными коллективами других отечественных и зарубежных театров, выступая на лучших сценических площадках мира (Италия, Испания, Португалия, США, Канада, Мексика, Япония, Республика Корея и др.).

### Народная  артистка Украины ( 6.03.2020)

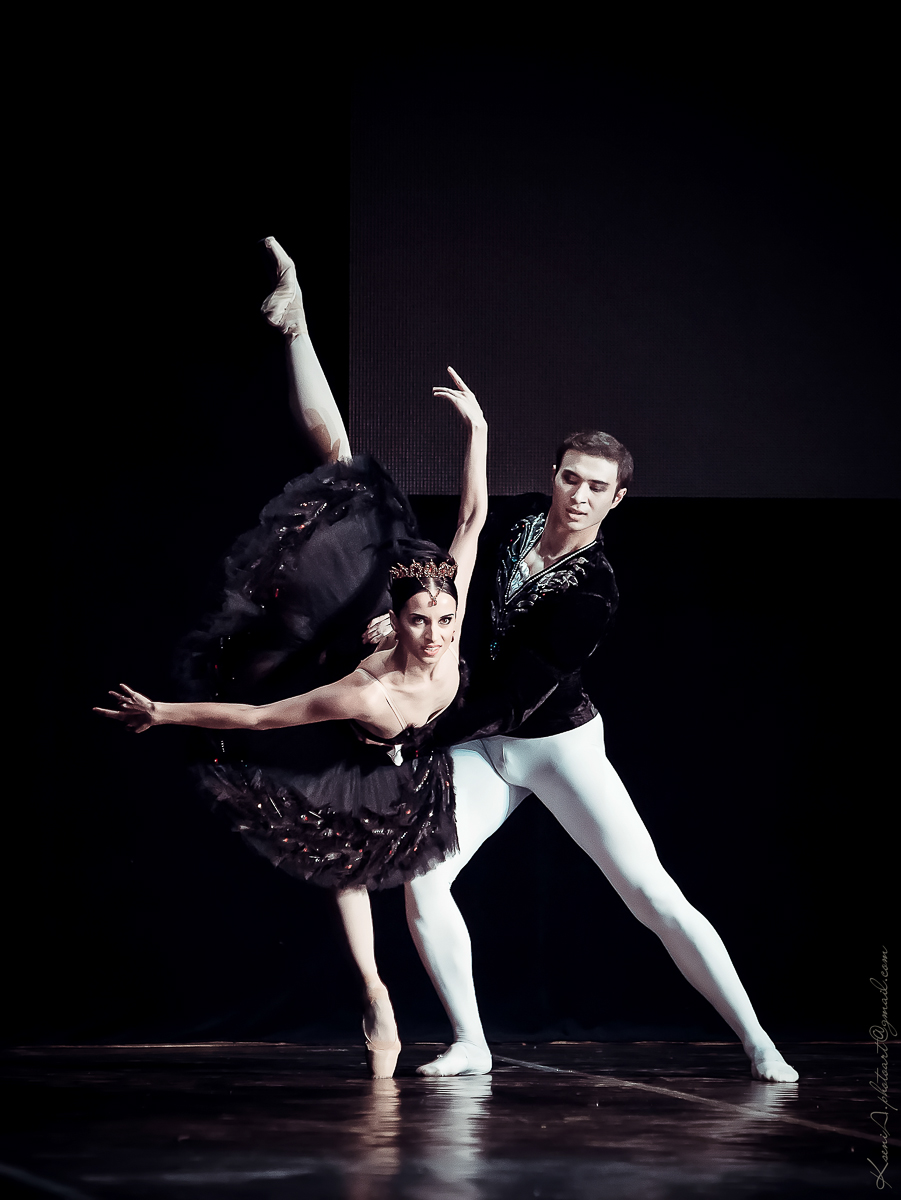
Наталия Мацак и Азамат Аскаров, тур памяти Майи Плисецкой «Ave Майя!», 7 декабря 2015 года.

Гастрольная деятельность Наталии Мацак была связана с работой на сцене Национальной оперы Украины. В 2008 году Указом президента Украины В. Ющенко балерина удостоилась звания заслуженной артистки Украины, а в апреле 2010 года состоялся творческий вечер танцовщицы, который стал подведением итогов её первых десяти лет работы на театральной сцене. В качестве отчетных спектаклей бенефициантка выбрала одноактные балеты «Кармен-сюита» (муз. Ж. Бизе — Р. Щедрина, балетмейстер А. Алонсо) и «Шехеразада» (муз. Н. Римского-Корсакова, хореография М. Фокина, редакция В. Яременко).
Зимой 2014 года в рамках проекта «Ирина Колесникова приглашает…» на сцене Парижского дворца съездов (Palais des congrès de Paris) Наталия Мацак исполнила роли Никии в балете «Баядерка» и Одиллии-Одетты в балете «Лебединое озеро» в паре с Вадимом Мунтагировым, премьером Английского Национального Балета. Летом 2015 года «Сезон Ирины Колесниковой» проходил в знаменитом лондонском Колизее, где Наталия исполнила роль Одетты-Одиллии в балете «Лебединое озеро» в паре с Кимин Кимом, первым солистом балетной труппы Мариинского театра и роль Гамзатти в балете «Баядерка» в паре с Денисом Родькиным, премьером Большого театра. В декабре 2015 года в рамках гала-концерта «Ave Майя!» посвященного памяти Майи Плисецкой Наталия выступала на сценах Днепропетровска, Киева, Одессы и Кишинёва. Начало 2016 года ознаменовалось выступлениями Наталии в балетах «Лебединое озеро» и «Щелкунчик» в Амстердаме (Нидерланды) и Белграде (Сербия), а также в балете «Дон Кихот» в Риге (Латвия).

### Работа с Денисом Недаком
В последние годы сформировался сценический дуэт с заслуженным артистом Украины, ведущим танцовщиком Национальной оперы Украины — Денисом Недаком. Одно из первых совместных выступлений состоялось в апреле 2008 года на IX Международном фестивале «Серж Лифарь де ля данс», где танцовщики презентовали adajio из балета «Сюита в белом» (муз. Э. Лало, балетмейстер С. Лифарь). В 2012 г. оба артиста получили эксклюзивное право на исполнение хореографического отрывка из балета Бориса Эйфмана «Красная Жизель», рассказывающего о судьбе известной русской балерины Ольги Спесивцевой (муз. П. Чайковского, А. Шнитке, Ж. Бизе). Творческий дуэт принимал участие в XV (июнь 2009 г.) и XVIII (июнь 2012 г.) Международном фестивале балетного искусства им. Р. Нуреева в Уфе. Наряду с другими солистами балетных труп из разных стран мира оба исполнителя участвовали в туре «Виртуозы мирового балета» (проект Руслана Нуртдинова, ноябрь 2012 г.), охвативший более 20 крупнейших городов России.

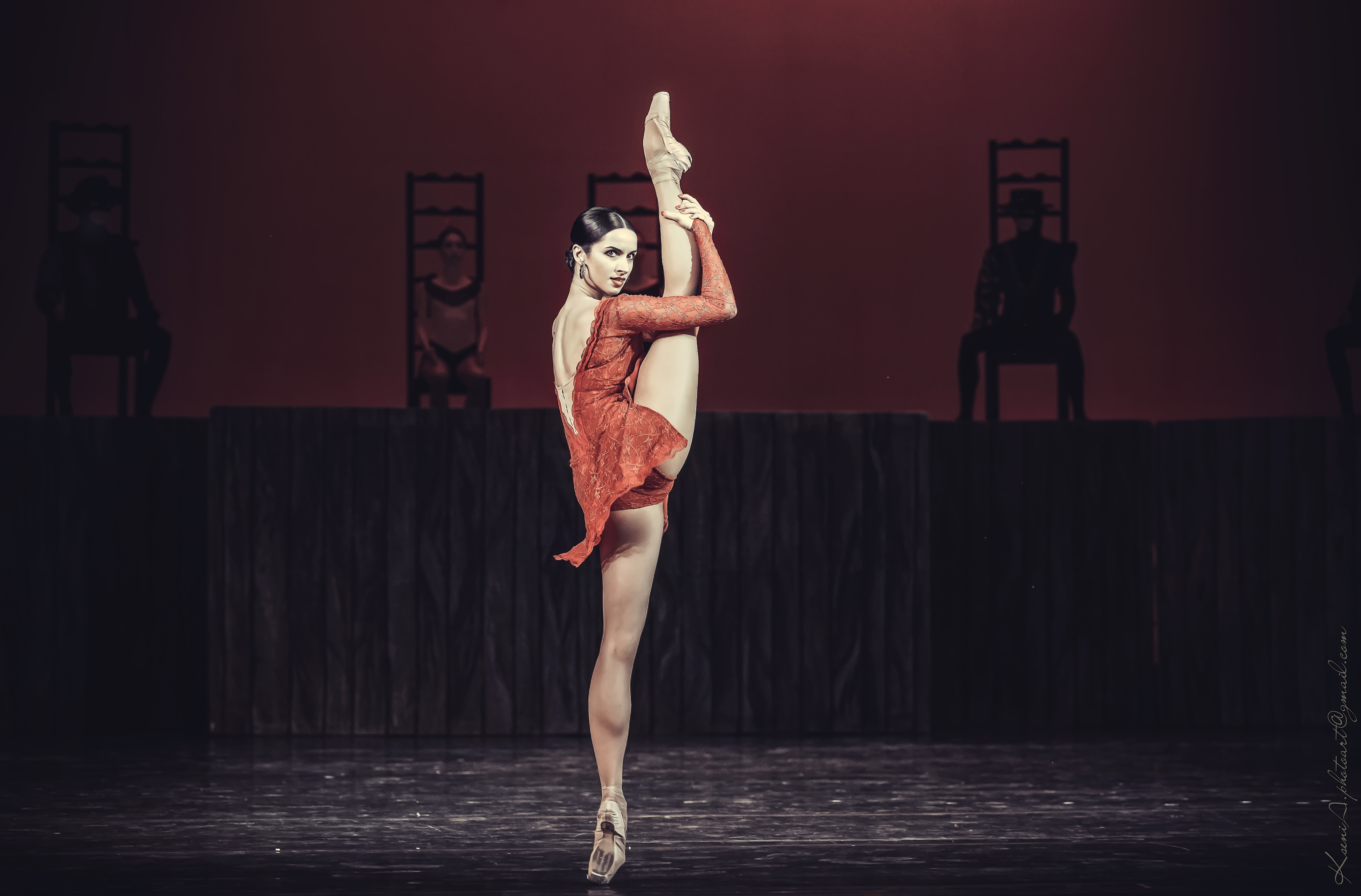
Наталия Мацак в роли Кармен, балет «Кармен-Сюита»

## Репертуар
- «Спящая красавица» — Принцесса Аврора
- «Лебединое озеро» — Одетта, Одиллия
- «Баядерка» — Никия — постановки М.Петипа и Н.Макаровой
- «Щелкунчик» — Маша
- «Сильфида» — Сильфида
- «Жизель» — Жизель
- «Раймонда» — Раймонда
- «Дон Кихот» — Китри(постановки М.Петипа и Б. Эйфмана)
- «Корсар» — Медора
- «Спартак» — Эгина
- «Шехеразада» — Зобеида
- «Кармен-сюита» — Кармен
- «Венский вальс» — Карла

## Другие работы
- «Легенда о Любви» — Мехмене Бану
- «Лауренсия» — Лауренсия — постановка В.Чабукиани в редакции Михаила Мессерера
- «Красная Жизель» (дуэт) Б. Эйфмана
- «Гранд -па-классик» (Обер)
- «Yesterday. Today. Tomorrow» «Heute ist das Gestern von morgen» — Choreographie: Raimondo Rebeck

## Награды
- 2004 — Лауреат V Международный конкурс артистов балета и хореографов имени Сержа Лифаря (2-я премия)
- 2005 — Лауреат X Международного конкурса артистов балета в Москве (3-я премия)
- 2006 — Лауреат VI Международный конкурс артистов балета и хореографов имени Сержа Лифаря(1-я премия)
- 2008 — Заслуженная артистка Украины
- 2020 — Народная артистка Украины

## Видеозаписи и статьи
- Проект «Ирина Колесникова приглашает…»
- Интервью Наталии Мацак ГолосуUA о спектакле «Венский вальс»
- Наталия Мацак и Денис Недак в гостях у Эльзары Баталовой на передаче «Кухня с перчинкой», телеканал ATR, 6 марта 2016
- Наталия Мацак и Денис Недак отвечают на вопросы читателей АиФ Украина 20.05.2016
- Наталия Мацак и Сергей Кривоконь в гостях у онлайн-ресурса tochka.net
- Наталия Мацак о свободе и независимости для онлайн-ресурса tochka.net
- Наталия Мацак в передаче «Позиция» для телеканала «Культура»